# I/O请求数据包
I/O请求数据包（英語：I/O request packets，缩写IRP）是Windows Driver Model（WDM）和Windows NT驱动程序为相互通信以及与操作系统通信而使用的内核模式结构。其是一种描述I/O请求的数据结构，类似“I/O请求描述符”。相比直接将大量小参数（如缓冲区地址、缓冲区大小、I/O函数类型等等）传递给驱动程序，将所有参数以指向此持久数据结构的一个指针传递更为方便。如果I/O请求不能立即执行，IRP及其所有参数可以在队列中等待。